# Stadio Flaminio
Stadio Flaminio – stadion wieloużytkowy leżący w Rzymie, leżący przy Via Flaminia, 3 km na północny zachód od centrum miasta, w pobliżu Parco di Villa Glori.
Stadion może pomieścić 24.973 widzów, w tym 8 tysięcy na trybunie krytej. Swoje mecze rozgrywa tutaj grający w Serie C/2 klub piłkarski A.S. Cisco Roma, ale także Reprezentacja Włoch w rugby. Rozgrywane są tu także mecze rugby w Pucharze Sześciu Narodów. Zaplecze klubu posiada basen kryty, pomieszczenia do szermierki, zapasów, podnoszenia ciężarów, boksu i gimnastyki.

## Historia
Pierwszy Stadio Flaminio został wybudowany w 1927 roku na miejscu starego obiektu z 1911 roku, zbudowanego z okazji 50. rocznicy Zjednoczenia Włoch. W latach 30. i 40. XX wieku nosił nazwę Stadio Partito Nazionale Fascista czyli Stadion Narodowej Partii Faszystowskiej. W latach 1940–1957 domowe mecze rozgrywała tutaj drużyna piłkarska AS Roma. W lipcu 1957 powstał nowy Stadio Flamino na miejscu ruin starego. Został on zaprojektowany przez braci Pierluigiego i Antonia Nervich.
16 lutego 1946 roku na stadionie Flaminio został rozegrany mecz piłkarski pomiędzy reprezentacją Żandarmerii 2 Korpusu Polskiego, a reprezentacją brytyjskiej Military Police okręgu w Rzymie. Polscy żandarmi zwyciężyli brytyjskich kolegów w stosunku 6:0. Mecz obserwował dowódca 2 Korpusu generał Władysław Anders w towarzystwie brytyjskiego brygadiera Low.